# Siegfried Lichtenstaedter

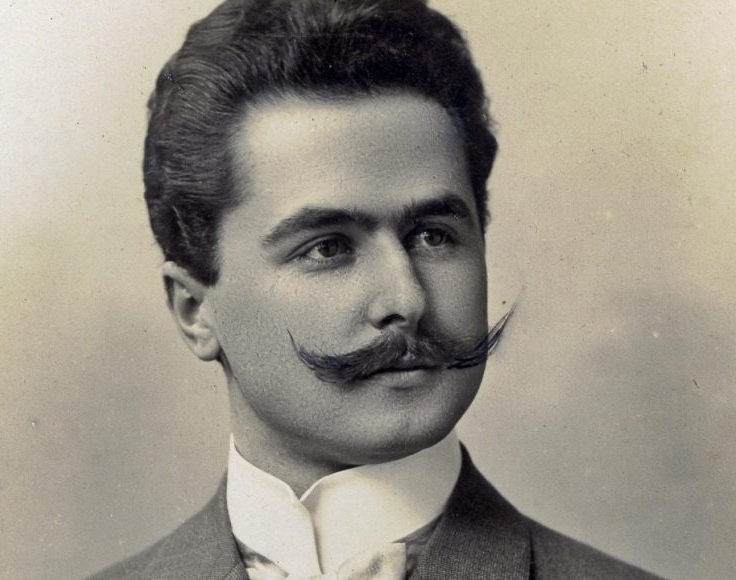
Bernhard Dittmar, Hofphotograph München: Siegfried Lichtenstaedter (vor 1900)

Siegfried Lichtenstaedter (geboren 8. Januar 1865 in Baiersdorf; gestorben 6. Dezember  1942 im Ghetto Theresienstadt) war ein deutscher Verwaltungsjurist und Publizist zu Fragen des Judentums, er veröffentlichte vornehmlich unter den Pseudonymen Mehemed Emin Efendi, Ne'man und U.R. Deutsch.

## Leben
Lichtenstaedter, ein Sohn des Kaufmanns und Dilettanten der Talmudforschung Wolf Lichtenstaedter (1793–1872) und dessen zweiter Frau Sophie Sulzberger (1834–1929), hatte mehrere Geschwister. Er besuchte das Gymnasium Fridericianum Erlangen, studierte zunächst einige Semester Sprachwissenschaften und Orientalistik, dann Jurisprudenz und trat nach seinem juristischen Staatsexamen in den bayerischen Finanzdienst ein, aus dem er 1932 als Oberregierungsrat in den Altersruhestand versetzt wurde. Im Ersten Weltkrieg erhielt er das zivile König Ludwig-Kreuz. Lichtenstaedter war sozialer Aufsteiger und laut Marta Feuchtwanger im Königreich Bayern als möglicher Finanzminister im Gespräch. Er war Jude und Homosexueller.
Sein Erstlingswerk Kultur und Humanität über die Haltung der Europäer gegenüber den Völkern des Vorderen Orients musste er 1897 unter Pseudonym veröffentlichen, ebenfalls seine weiteren Schriften, da seine Beamtenstellung ihm keine weitreichenden politischen Erörterungen erlaubte. Bereits 1898 in der Schrift Die Zukunft der Türkei nahm er den 1923 tatsächlich durchgeführten Bevölkerungsaustausch vorweg. Das Thema griff er 1927 erneut auf, um einen Vorschlag in der Südtirolfrage zu machen. Lichtenstaedter veröffentlichte 1918 und dann wiederholt antizionistische Schriften, da er die Möglichkeiten der jüdischen Besiedlung Palästinas kritisch sah. Ab 1925 konnte er es auch riskieren, einen Teil seiner Schriften unter seinem bürgerlichen Namen zu veröffentlichen. 1936 hatte er eine Autobiografie im Manuskript vorbereitet, die postum erscheinen sollte.
Neben politischen Schriften und Schriften zur jüdischen Religionsausübung verfasste er auch Satiren: Das neue Weltreich (1902); Moralische Erzählungen (1914) und Antisemitica (1926), zu denen er 1935 anmerkte, dass seine Prophezeiungen richtig gewesen seien, die Ereignisse dagegen falsch!
Von Lichtenstaedters Schriften erschienen 1938 auf der Liste des schädlichen und unerwünschten Schrifttums: Die jüdische Religion in Gegenwart und Zukunft; Geburtenregelung und Judentum;  Jüdische Politik; Nationalitätsprinzip und Bevölkerungsaustausch; Praktisches Judentum;  Recht oder Unrecht?; Schächtfrage und jüdische Speisegesetze;  Schächtfrage und Schächtgegner;  Schächtfrage und Tierschutz; Antisemitica. Mittels der Judenkartei waren auch seine unter Pseudonym aufgegebenen Schriften identifiziert worden.
Siegfried Lichtenstaedter ließ 1938 angesichts der nationalsozialistischen Namensänderungsverordnung, nach der er sich hätte Siegfried Israel Lichtenstaedter nennen müssen, gesetzeskonform seinen Vornamen in Sami ändern. Das erschien später den deutschen Beamten so ungewöhnlich, dass sie ihn im weiteren behördlichen Schriftverkehr automatisch als Sami Israel Lichtenstaedter bezeichneten.
Lichtenstaedter wurde am 25. Juni 1942 mit Transport II/9 von München aus in das Ghetto Theresienstadt deportiert und dort am 6. Dezember 1942 ermordet.

## Sonstiges

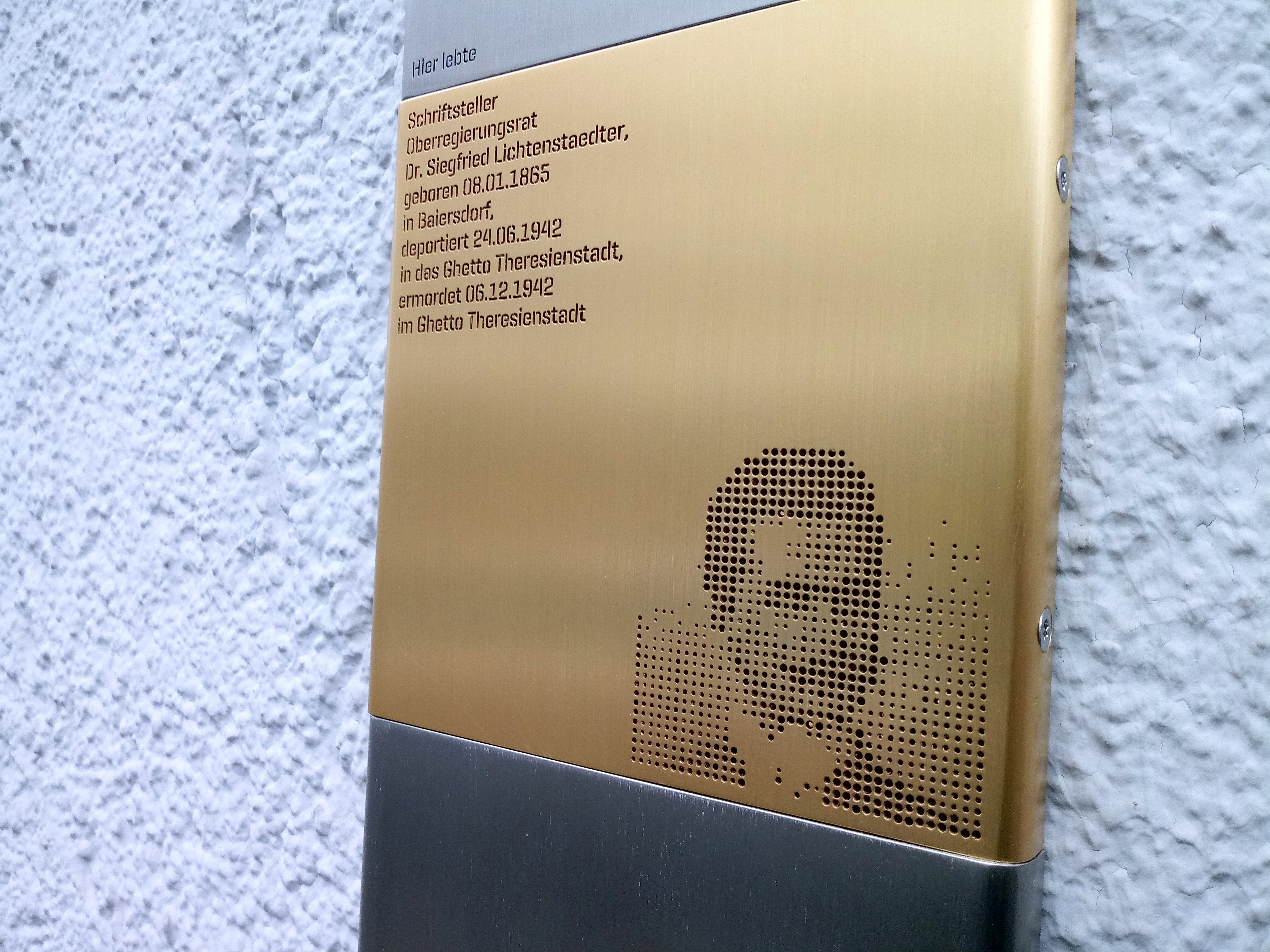
Erinnerungszeichen für Siegfried Lichtenstaedter

Jussi Isaksen gelang es 2005, eine Großnichte Lichtenstaedters in Israel ausfindig zu machen und diese in langen Gesprächen zum vertrauten Großonkel zu befragen. Seit 1993 sammelt Isaksen Briefe, Notizen, Schriften und Materialien mit Bezug zum Werk und Leben Lichtenstaedters und strengt seit 2006 die Einrichtung eines "Archiv Siegfried Lichtenstaedter" an.
Götz Aly veröffentlichte 2011 ein vielbeachtetes Buch mit dem Titel Warum die Deutschen? Warum die Juden? Gleichheit, Neid und Rassenhass 1800 bis 1933. Zu Beginn seines ersten Kapitels zitiert Aly Lichtenstaedter bzw. sein Buch Zionismus und andere Zukunftsmöglichkeiten. wie folgt: [wer um 1900 vorhergesagt hätte,] "das vom Jahre 1933 an Tausende von uns nach Palästina fliehen würden, um nicht unterzugehen, wäre zweifellos als reif für das Irrenhaus betrachtet worden.
Im Dezember 2022 wurde im Rahmen des Projekts Erinnerungszeichen für Opfer des NS-Regimes in München am ehemaligen Wohnort von Siegfried Lichtenstaedter in der Arcisstraße 39 eine Gedenktafel für ihn angebracht.

## Schriften (Auswahl)
- Die Zukunft der Türkei. Ein Beitrag zur Lösung der orientalischen Frage. Berlin : Friedrich Luckhardt, 1898
- Das neue Weltreich. Psychologische und politische Phantasieen., München : Staegmayr, 1901
- Moralische Erzählungen. Zur Erbauung und Fortbildung für Politiker. Leipzig : Gracklauer, 1914
- Nationalitätsprinzip und Bevölkerungsaustausch. Dresden : Giesecke, 1917
- Die Zukunft Palästinas. Frankfurt : Kauffmann, 1918
- "Soll und Haben". Versuch einer unparteiischen Recht- und Schuldbilanz für den Völkerkrieg. Bad Nassau (Lahn) : Zentralstelle z. Verbreitung guter deutscher Literatur, 1919
- Sparsamkeit als vaterländische Pflicht. Neuhof, Kr. Teltow : Zentralstelle z. Verbreitung guter deutscher Literatur, 1923
- Internationale Unvernunft und Unmoral. Dießen am Ammersee; Verlag Jos. C. Huber, 1925
- Antisemitica. Heiteres und Ernstes, Wahres und Erdichtetes. Leipzig : G. Engel, 1926
- Süd-Tirol und Tessin. Dießen am Ammersee : Jos. C. Huber, 1927
- Schächtfrage und Tierschutz. Leipzig : G. Engel, 1929
- Naturschutz und Judentum. Frankfurt a. M. : J. Kauffmann, 1932
- Jüdische Politik : Betrachtungen, Mahnworte, Scheltworte, Trostworte. Leipzig : Engel, 1933
- Die siebenbürgische Frage; ein Beitrag zur Revisionsfrage, ein Mahnruf an Magyaren und Deutsche. Winnenden, J.E.G. Wegner, 1934
- Jüdische Fragen. Leipzig : Engel, 1935
- Zionismus und andere Zukunftsmöglichkeiten. Leipzig : G. Engel, 1935
- Jüdische Sorgen, jüdische Irrungen, jüdische Zukunft. Winnenden b. Stuttgart : Lämmle & Müllerschön, 1937, Als Ms. gedr.
- Sprachenpolitik. (Forschungen und Forderungen). Winnenden, 1941

- Götz Aly (Hrsg.): Siegfried Lichtenstaedter: Prophet der Vernichtung. Über Volksgeist und Judenhass. Frankfurt am Main : S. Fischer, 2019, ISBN 978-3-10-397421-8
- Götz Aly (Hrsg.): Siegfried Lichtenstaedter: Nilpferdpeitsche und Kultur. Eine Streitschrift aus dem Jahr 1897 über die Zivilisierung der Kolonien. Berlin : Comino, 2021, ISBN 978-3-945831-30-4

## Hörspiel
- Der jüdische Gerichtsvollzieher. Hörspiel nach einer Kurzgeschichte von Siegfried Lichtenstaedter. Bearbeitung und Regie: Richard Oehmann. Produktion: Bayerischer Rundfunk 2020. Ursendung am 23.05.2020, 15:05 Uhr auf Bayern2.